# Крупинов, Анатолий Александрович
Анато́лий Алекса́ндрович Крупино́в (15 июля 1967, Городец, Горьковская область — 14 августа 2002, ок. с. Ахкинчу-Борзой, Чечня; похоронен в г. Городец) — капитан ФСБ, участник Второй чеченской войны, Герой Российской Федерации (2002, посмертно). Оперуполномоченный отдела экономической безопасности Управления ФСБ РФ по Нижегородской области.

## Биография
Родился 15 июля 1967 года в городе Городец Горьковской (ныне Нижегородской) области. Русский.
В 1974 году поступил в среднюю общеобразовательную школу № 7, которую окончил в 1984 году, после чего предпринял попытку поступить в военное училище, но не смог пройти медкомиссию. Поступил в Горьковский институт инженеров водного транспорта, но после окончания первого курса, в 1985 году, был призван в Советскую армию, в Воздушно-десантные войска (войсковая часть 52432, город Болград Одесской области). Уволился в запас в 1987 году в звании старшины.
После службы восстановился в институте. В 1989 году женился и переехал в Горький (с 1990 — Нижний Новгород), где через год, в 1990 году, перевёлся на вечернее отделение в Нижегородский государственный технический университет (специальность «Автомобили и тракторы»). Освоил несколько строительных специальностей: работал каменщиком СМУ треста № 7 «Автозаводстрой», с августа 1990 года — монтажником домостроительного комбината № 1 автозаводского СМУ и ТОО «Надежда», инженером в АО «Нижегородский порт».
В 1998 году поступил на службу в Управление Федеральной службы безопасности Российской Федерации по Нижегородской области, в ноябре этого же года окончил курсы подготовки и переквалификации командного состава при УФСБ по Нижегородской области. Направлен на службу оперуполномоченным в 1-е отделение отдела экономической контрразведки УФСБ по Нижегородской области. С ноября 1999 года — оперуполномоченный в 1-м отделении отдела экономической безопасности УФСБ по Нижегородской области. В мае 2002 года был повышен до старшего оперуполномоченного в этом же отделении.
С 23 мая 2002 года — в служебной командировке в Чечне в составе сводной группы ФСБ, через месяц — исполняющий обязанности командира группы.
14 августа 2002 года при выезде на спецоперацию в районе села Ахкинчу-Борзой в Курчалоевском районе группа из 4-х сотрудников ФСБ на автомобиле «Нива» попала в засаду боевиков. Трое бойцов были ранены при подрыве фугаса, Крупинов не пострадал, приказал раненым отходить вглубь леса и открыл ответный огонь, прикрывая их отход. В бою получил тяжёлое ранение в голову, но вытащил из горящего автомобиля тяжелораненого Сергея Карпова. При отходе потерял сознание, очнувшись, увидел, что их настигли боевики, убившие раненного товарища. Застрелил одного из боевиков, а когда остальные бросились к нему — подорвал себя вместе с ними гранатой.
Похоронен на Кудашихинском кладбище города Городец Нижегородской области.
За мужество и героизм, проявленные при выполнении воинского долга в Северо-Кавказском регионе Указом Президента Российской Федерации № 1463 от 27 декабря 2002 года капитану Крупинову Анатолию Александровичу присвоено звание Героя Российской Федерации (посмертно) с присвоением медали «Золотая звезда» (Медаль № 775) (она была вручена Президентом В. В. Путиным вдове Героя в декабре 2002 года).

## Память
1 сентября 2004 года средней общеобразовательной школе № 7 г. Городец было присвоено имя Героя Российской Федерации капитана ФСБ Крупинова Анатолия Александровича. На здании школы установлена мемориальная доска в память о Герое, в школе открыт зал боевой славы Героя России А. Крупинова и других выпускников — участников боевых действий.
В честь Крупинова названа одна из улиц г. Городец.
На родине Героя проводятся соревнования по боксу среди юниоров его имени, а также соревнования по волейболу среди школьных команд.
В Нижнем Новгороде 31 марта 2022 года установлен памятник в парке Победы.
В день двадцатилетия гибели Героя в его родном городе Городце установлен памятник Анатолию Крупинову (скульптор А. Щитов), изображающий сцену из его подвига.

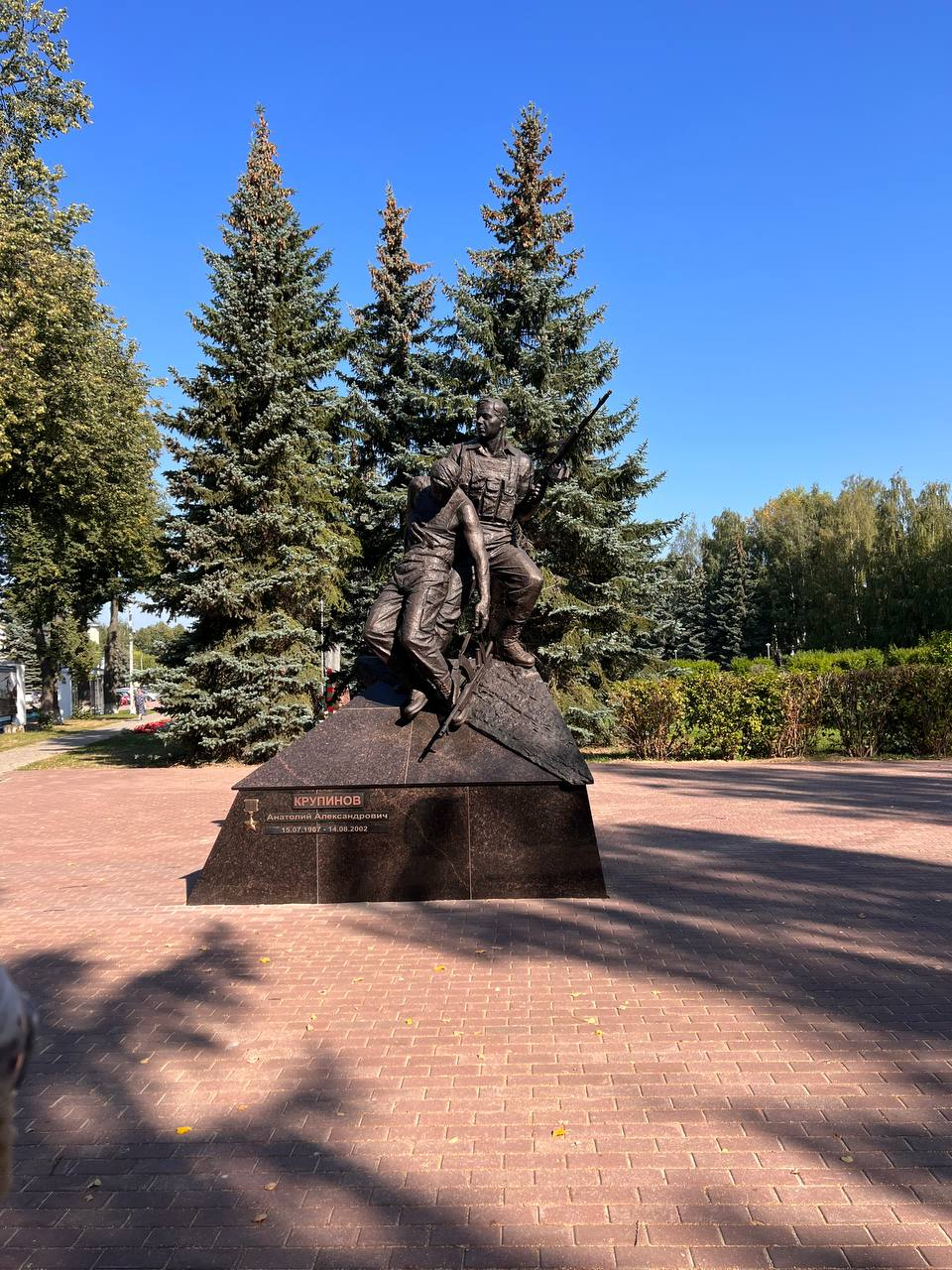
памятник Анатолию в родном городе

## Награды
За время службы в армии был награждён медалью «За отличие в воинской службе» II степени, нагрудными знаками «Отличник СА», «Парашютист-отличник», ВСК I степени.

## Семья
Отец — Александр Иванович, мать — Софья Ивановна Крупиновы. Жена Светлана, сыновья Алексей и Сергей.